# Nickel City Opera

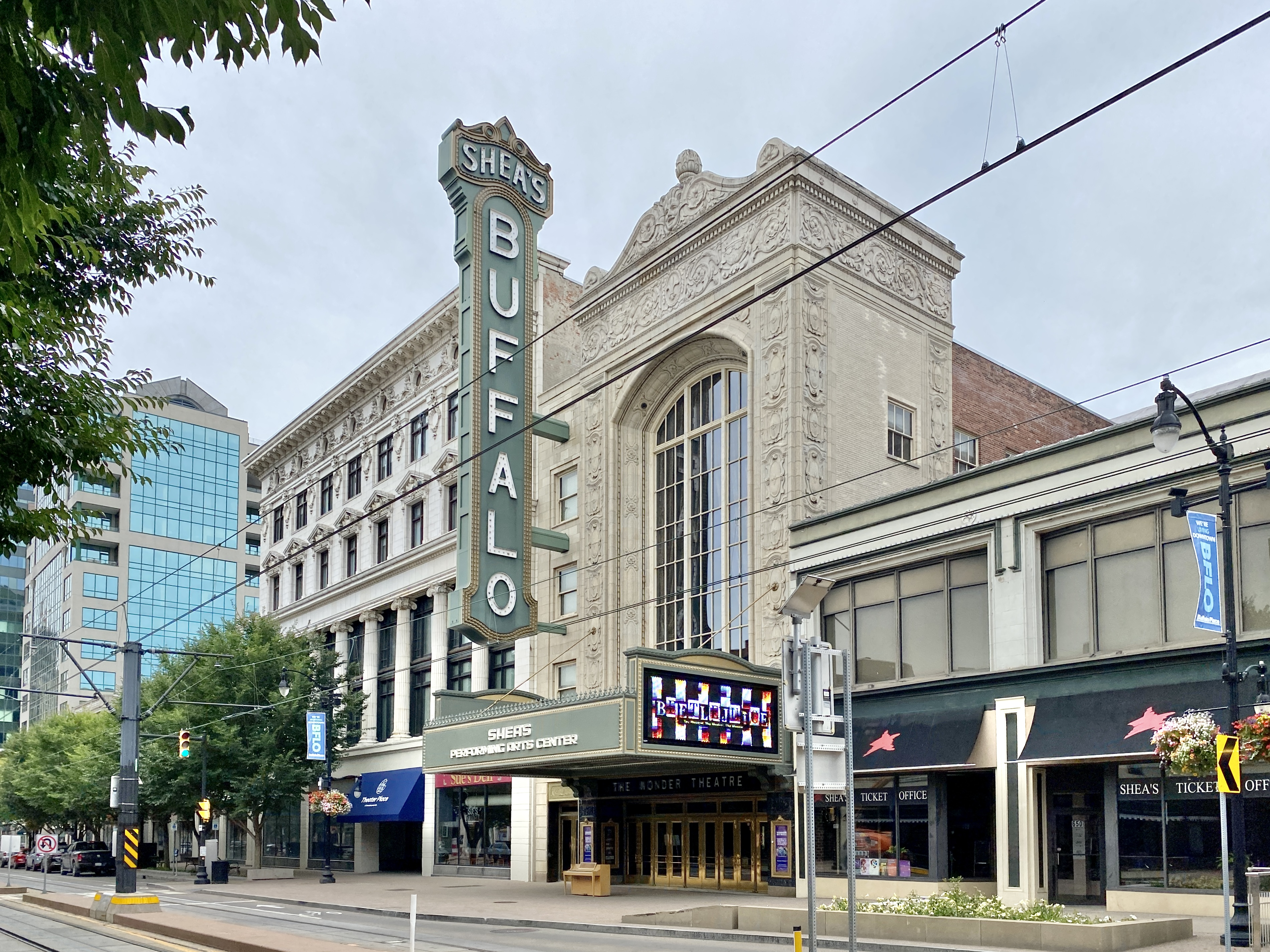
Shea's Performing Arts Center de Buffalo, seu de la Nickel City Opera

La Nickel City Opera (també coneguda com NC Opera Buffalo o NCO) és una companyia de teatre d'òpera estatunidenca fundada l'any 2004 per Valerian Ruminski a Buffalo, Nova York. La NCO té la seva seu al Shea's Performing Arts Center (Centre d'Arts Escèniques). Amb 3 019 seients, és un dels majors teatres d'òpera dels EUA, i està situat al Buffalo Theatre District del centre de Buffalo, al número 646 de Main St., Buffalo, NY, 14202-1906. La NCO col·labora amb la Buffalo Philharmonic Orchestra. El director musical de la companyia ha estat Matthias Manasi des de 2017 fins a 2021.
Les òperes del repertori de la NCO abasten un ampli ventall d'obres, des del barroc del segle XVIII i el bel canto del XIX fins al minimalisme del segle XX i les òperes contemporànies dels segles XX i XXI. Aquestes òperes es presenten en produccions escenificades que varien en estil, des d'aquelles amb elaborades decoracions tradicionals fins a unes altres que presenten dissenys conceptuals moderns. Així mateix, la NCO també ha encarregat òperes i ha posat en escena estrenes internacionals.
La seu de la NCO se situa al Shea's Performing Arts Center, un teatre d'òpera dissenyat per la coneguda companyia de Chicago Rapp and Rapp. El teatre es va construir seguint l'estil dels teatres d'òpera europeus i es va decorar combinant els estils barroc i rococó francès i espanyol. El disseny interior va ser a càrrec del mundialment conegut dissenyador i artista Louis Comfort Tiffany, i la majoria dels elements utilitzats romanen en l'actualitat. Molts dels mobles i accessoris van ser subministrats per Marshall Field's de Chicago, i incloïen immenses aranyes de cristall txecoslovac de la millor qualitat. Originalment hi havia quasi 4.000 seients, no obstant això, en la dècada de 1930 es van reduir als 3.019 actuals, dotant a l'orquestra d'un major espai en augmentar la grandària del seu fossat.

## Història
La NCO va produir Il barbiere di Siviglia, de Gioachino Rossini, la seva primera òpera al juny de 2009 en el Teatre Riviera, i a l'any següent, en 2010, Rigoletto, de Giuseppe Verdi. En l'actualitat, la NCO compta amb un repertori de més de 30 òperes i ha posat en escena produccions operístiques com ara Il trovatore, La Bohème, Salome, Don Pasquale, La Fille du régiment, L'elisir d'amore, Rigoletto, Tosca, Il tabarro, Der Schauspieldirektor, Der fliegende Holländer, Le nozze di Figaro,
 La traviata, Il Barbiere di Siviglia, Amahl and the Night Visitors, de Gian Carlo Menotti, i The Music Shop, de Richard Wargo.
En 2011, com a esdeveniment cultural especial, la NCO va presentar una producció de Il tabarro, de Giacomo Puccini, dirigida per Henry Akina, a bord de l'USS The Sullivans (DD-537), un destructor classe Fletcher de la Marina dels Estats Units. Ancorat al Parc Naval i Militar de Buffalo i el
comtat d'Erie, aquest vaixell museu forma part d'un dels símbols de Buffalo.
L'any 2017, Matthias Manasi va assumir la direcció musical de la NCO i va ser nomenat nou director musical i director titular. Durant la pandèmia de la COVID-19, la NCO no va poder produir òpera en el Centre d'Arts Escèniques de Shea a partir del març de 2020. Una producció d'Aida de Verdi prevista del 7 al 29 d'agost de 2021 en Artpark al Parc Estatal Earl W. Brydges Artpark va ser cancel·lada a causa de les restriccions de la pandèmia de COVID-19. El juny de 2023, la NCO va reestrenar la seva producció inaugural de El barber de Sevilla de Rossini en el Nichols Flickinger Performing Arts Center.
Cantants com Adam Klein, Eric Fennell, Victoria Livengood, Elizabeth Blancke-Biggs, Eduardo Villa, Ray Chenez, James Wright, John Packard, Zulimar López-Hernández, Marc Freiman,
 Michele Capalbo, David MacAdam, i Marieterese Magisano han actuat en produccions de la NCO.
Entre els directors d'escena de la NCO es troben: David Grabarkewitz, que va dirigir la producció de la New York City Opera de Madama Butterfly de Puccini per a Public Broadcasting Service (PBS) en 2008, guanyadora d'un premi Emmy, i Marc Verzatt, guardonat com a “Director d'Escena Destacat” de 2006 per la revista Classical Singer.

## Premi al servei de Opera America
El maig de 2017, Opera America va concedir a la NCO i a Valerian Ruminski, director artístic de la NCO, el seu premi anual al Servei, que reconeix als qui "promouen l'òpera en les seves comunitats i treballen incansablement per a garantir la màxima qualitat artística i servei a la comunitat". Durant la cerimònia celebrada a Dallas, Marc A. Scorca, president i CEO de Opera America va dir: "En nom del personal i els membres de Opera America, si us plau acceptin les meves felicitacions i els dono les gràcies per la seva excepcional contribució al camp de l'òpera".

## Estrenes internacionals i als EUA
El juny de 2016, la NCO va produir l'estrena mundial de
SHOT!, composta per Persis Vehar amb un llibret de Gabrielle Vehar, sobre l'assassinat del president McKinley, amb posada en escena de David Grabarkewitz. El paper del president William McKinley va ser cantat per Valerian Ruminski, el d'Ida McKinley, per Marieterese Magisano, en companyia de John Packard com Leon Czolgosz; Michele Capalbo, interpretant a Emma Goldman; Fred Furnari, com el superintendent de policia de Buffalo; Bull, el cor de la Nickel City Opera, i la Buffalo Philharmonic Orchestral. Els decorats van recrear escenes de l'Exposició Panamericana de 1901, amb projeccions de 40 peus d'imatges originals de Thomas Edison de 1901 de l'exposició, i fotos històriques poc comunes en l'escenari del Centre d'Arts Escèniques del Shea.
El juny de 2021, la NCO va col·laborar amb Sotto voce Vocal Collective per a presentar l'estrena mundial de l'òpera The Second Sight de Jessie Downs.

## Directors

### Directors musicals / Directors titulars
Michael Ching va ser director musical i director principal de la NCO de 2012 a 2017. El seu successor Matthias Manasi va ser director musical i director principal de la NCO de 2017 a 2021. La NCO també ha tingut directors musicals convidats que no figuren a continuació.
- Michael Ching (director musical 2012-2017)
- Matthias Manasi (director musical 2017-2021)

### Directors d’escena
Entre els directors d'escena de les produccions d'òpera de la NCO es troben directors d'escena de renom internacional com David Grabarkewitz, qui va dirigir la producció de la New York City Opera de Madama Butterfly de Puccini per a la PBS, que va ser premiada amb un Emmy en 2008. El director d'escena, Marc Verzatt, guardonat com a “Director d'Escena Destacat de l'Any” en 2006 per la revista Classical Singer, també va dirigir produccions d'òpera en la NCO.

## Espais
- Shea's Performing Arts Center (3.019 seients)[67]
- Teatre Riviera (1.149 seients)
- Teatre Artpark Mainstage (2.400 seients)
- Amfiteatre Artpark (4.400 seients)
- Nichols Flickinger Performing Arts Center (460 seients)